# Jenő Jandó
Jenő Jandó [ˈjɛnøː ˈjɒndoː] (* 1. Februar 1952 in Pécs; † 4. Juli 2023 in Budapest) war ein ungarischer Pianist und Professor der Franz-Liszt-Musikakademie in Budapest. Er wurde von der britischen Tageszeitung The Independent aufgrund seiner umfangreichen Aufnahmetätigkeit für das Budget-Label Naxos einmal the world’s busiest pianist genannt.

## Leben
Seinen ersten Klavierunterricht bekam Jenő Jandó mit 7 Jahren von seiner Mutter. Später studierte er Klavier an der Franz-Liszt-Musikakademie unter Katalin Nemes und Pál Kadosa. Er erwarb dort 1974 einen Abschluss und gewann eine Reihe von ungarischen und internationalen Preisen, wie etwa 1972 in Versailles den György-Cziffra- und 1975 in Mailand den Dino-Ciani-Klavierwettbewerb oder den 3. Platz im ungarischen Beethoven-Wettbewerb 1970.
Seine professionelle Karriere startete mit dem Gewinn des 1. Preises beim Ungarischen Klavierwettbewerb 1973 und dem ersten Platz beim internationalen Klavierwettbewerb in Sydney 1977 in der Kategorie Kammermusik. Er bestach durch sein feinfühliges, unprätentiöses Spiel und war nicht auf bestimmte Komponisten festgelegt. 
Jenő Jandó konnte ein sehr umfassendes Repertoire vorweisen. Er hat sämtliche Klaviersonaten von Ludwig van Beethoven, alle Klavierkonzerte und Klaviersonaten Wolfgang Amadeus Mozarts, beide Teile des Wohltemperierten Klaviers von Johann Sebastian Bach, alle Klaviersonaten Joseph Haydns, alle Klavierkonzerte und zahlreiche Soloklavierwerke Bartóks sowie einen Großteil der Klaviersonaten Franz Schuberts eingespielt, alle für das Label Naxos.
Er starb am 4. Juli 2023 im Alter von 71 Jahren in Budapest.